# 卡梅洛 (烏拉圭)

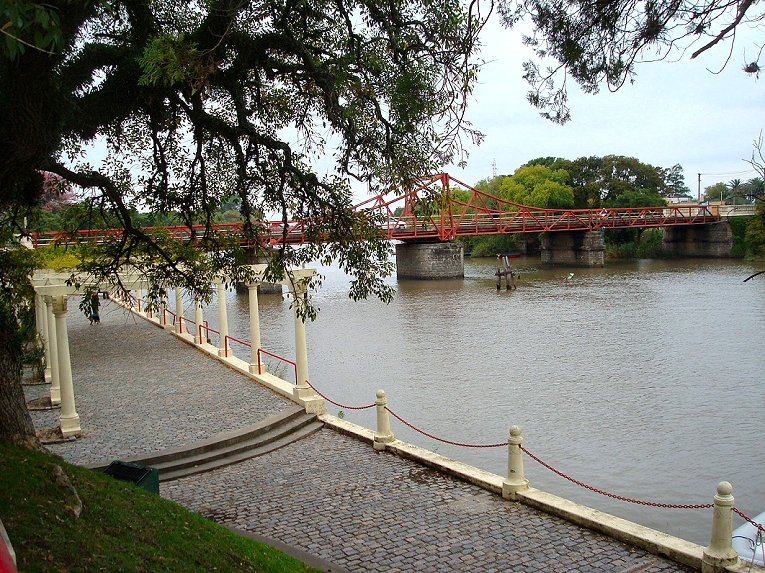

卡梅洛（Carmelo）是烏拉圭的城市，由科洛尼亞省負責管轄，位於該國西南部，距離首都蒙特維多235公里，始建於1816年2月12日，海拔高度23米，2004年人口16,866。

## 外部連結
- Guía de Colonia
- INE map of Carmelo（页面存档备份，存于）

34°00′00″S 58°17′05″W / 33.999892°S 58.284686°W